# Oberea chapaensis
Oberea chapaensis är en skalbaggsart som beskrevs av Maurice Pic 1928. Oberea chapaensis ingår i släktet Oberea och familjen långhorningar. Inga underarter finns listade i Catalogue of Life.